# Haiti az olimpiai játékokon

Haiti zászlaja (1964-1986)

Haiti az 1900-as olimpián vett részt először. Több kisebb-nagyobb kihagyással, de 1984 óta rendszeresen küldött sportolókat, viszont a téli olimpiai játékokon eddig még nem vett részt. Sportolói két érmet nyertek.
Haiti Olimpiai Bizottsága 1914-ben jött létre, a NOB 1924-ben vette fel tagjai közé, a bizottság jelenlegi elnöke Hans Larsen.

## Éremtáblázatok

### Érmek a nyári olimpiai játékokon
| Olimpia              | Arany          | Ezüst          | Bronz          | Összesen       |
| 1896, Athén          | nem vett részt | nem vett részt | nem vett részt | nem vett részt |
| 1900, Párizs         | 0              | 0              | 0              | 0              |
| 1904, St. Louis      | nem vett részt | nem vett részt | nem vett részt | nem vett részt |
| 1908, London         | nem vett részt | nem vett részt | nem vett részt | nem vett részt |
| 1912, Stockholm      | nem vett részt | nem vett részt | nem vett részt | nem vett részt |
| 1920, Antwerpen      | nem vett részt | nem vett részt | nem vett részt | nem vett részt |
| 1924, Párizs         | 0              | 0              | 1              | 1              |
| 1928, Amszterdam     | 0              | 1              | 0              | 1              |
| 1932, Los Angeles    | 0              | 0              | 0              | 0              |
| 1936, Berlin         | nem vett részt | nem vett részt | nem vett részt | nem vett részt |
| 1948, London         | nem vett részt | nem vett részt | nem vett részt | nem vett részt |
| 1952, Helsinki       | nem vett részt | nem vett részt | nem vett részt | nem vett részt |
| 1956, Melbourne      | nem vett részt | nem vett részt | nem vett részt | nem vett részt |
| 1960, Róma           | 0              | 0              | 0              | 0              |
| 1964, Tokió          | nem vett részt | nem vett részt | nem vett részt | nem vett részt |
| 1968, Mexikóváros    | nem vett részt | nem vett részt | nem vett részt | nem vett részt |
| 1972, München        | 0              | 0              | 0              | 0              |
| 1976, Montréal       | 0              | 0              | 0              | 0              |
| 1980, Moszkva        | nem vett részt | nem vett részt | nem vett részt | nem vett részt |
| 1984, Los Angeles    | 0              | 0              | 0              | 0              |
| 1988, Szöul          | 0              | 0              | 0              | 0              |
| 1992, Barcelona      | 0              | 0              | 0              | 0              |
| 1996, Atlanta        | 0              | 0              | 0              | 0              |
| 2000, Sydney         | 0              | 0              | 0              | 0              |
| 2004, Athén          | 0              | 0              | 0              | 0              |
| 2008, Peking         | 0              | 0              | 0              | 0              |
| 2012, London         | 0              | 0              | 0              | 0              |
| 2016, Rio de Janeiro | 0              | 0              | 0              | 0              |
| 2020, Tokió          | 0              | 0              | 0              | 0              |
| 2024, Párizs         | 0              | 0              | 0              | 0              |
| Összesen             | 0              | 1              | 1              | 2              |

## Érmek sportáganként

### Érmek a nyári olimpiai játékokon sportáganként
| Haiti érmei a nyári olimpiai játékokon sportáganként | Haiti érmei a nyári olimpiai játékokon sportáganként | Haiti érmei a nyári olimpiai játékokon sportáganként | Haiti érmei a nyári olimpiai játékokon sportáganként | Az olimpiai zászlaja |

| Sportág       | Arany | Ezüst | Bronz | Összesen |
| ------------- | ----- | ----- | ----- | -------- |
| Atlétika      | 0     | 1     | 0     | 1        |
| Sportlövészet | 0     | 0     | 1     | 1        |
| Összesen      | 0     | 1     | 1     | 2        |